# 神探狄仁杰前传
《神探狄仁杰前传》，是2010年太原电视台、河北电影电视剧制作中心、太原广播电视剧制作中心东阳荣煊影视文化发展有限公司出品的电视剧，由柏杉执导、张文玲制片，富大龙、杨幂、王静、王茂蕾主演，以狄仁杰在武则天由皇后到皇帝的时代为背景，讲述了狄仁杰、武则天、玲珑三个主线人物的矛盾纠葛。因制作方为《神探狄仁杰》的制作方，故事背景在《神探狄仁杰》剧情之前，所以称为《神探狄仁杰前传》。本片于2010年2月9日在中国中央电视台电视剧频道播出。

## 演員表
| 演員   | 角色       | 备注                                                 |
| 富大龙 | 狄仁杰     | （配音：陆揆）                                       |
| 杨幂   | 玲珑       | （配音：马海燕）养花女、嗜血女魔头、李贤小妾         |
| 王静   | 武则天     | （配音：晏积瑄）                                     |
| 王茂蕾 | 色子       | （配音：田波）狄仁杰贴身侍卫                         |
| 赵波   | 李贤       | （配音：边江）李治和武则天的太子，玲珑的丈夫         |
| 曹征   | 狄光远     | （配音：孟宇）狄仁杰之子，乔飞燕、梁雨潇情人         |
| 吴婷   | 梁雨潇     | （配音：张凯）郭湘成长女，狄光远情人                 |
| 吴婷   | 乔飞燕     | （配音：乔诗语）郭湘成次女，狄光远情人               |
| 张蓓蓓 | 锦媛公主   | （配音：乔诗语）原名“馒头”，为乔飞燕假扮             |
| 颜世魁 | 郭湘成     | （配音：张遥函）唐高宗时宰相                         |
| 岳丽娜 | 太子妃     | （配音：张凯）                                       |
| 贺生伟 | 武承嗣     | （配音：齐杰）武则天侄子                             |
| 张冰   | 张柬之     | （配音：孟宇）                                       |
| 隋抒洋 | 段无涯     | （配音：赵毅）                                       |
| 刘华鑫 | 唐子贤     | （配音：陈光）太子妃、李贤之子                       |
| 杨雄奇 | 徐莫愁     | （配音：张闻天）                                     |
| 李大光 | 胡喜乐     | （配音：张遥函）宦官                                 |
| 孙玉婷 | 狄夫人     | （配音：张凯）狄仁杰妻子，狄光远母亲                 |
| 于子宽 | 张光弼     | （配音：张闻天）挑起太子谋反事件核心人物             |
| 赵鲲鹏 | 李多祚     | （配音：张遥函）                                     |
| 齐一闻 | 粉儿       | （配音：唐静）玲珑属下，心地善良                     |
| 张日辉 | 张顺子     | （配音：孟宇）暗恋玲珑                               |
| 杨洪武 | 琅琊王李冲 |                                                      |
| 震飞   | 阿寿       |                                                      |
| 震飞   | 阿禄       | 武承嗣厨子                                           |
| 尹亮   | 吴子虚     | （配音：赵毅）玲珑、李贤之子，武承嗣利用他来对付玲珑 |
| 夏侯镔 | 狄福       | （配音：孙金梁）狄府管家                             |
| 钰涵   | 麻花儿     | （配音：边江）玲珑属下，博州捕快                     |
| 丽梅   | 翠红       | （配音：张凯）郭湘成的侍女，玲珑属下                 |
| 丁正勇 | 唐高宗李治 | （配音：赵毅）                                       |
| 程林   | 武横       |                                                      |
| 席加林 | 捕头       | （配音：席加林）狄仁杰县衙捕头                       |

## 制作人员
- 出品人：张会林
- 制作人：张文玲
- 导演：柏杉
- 编剧：张晓亚
- 剪辑：曾萌
- 美术设计：甘军、贾作良
- 灯光：徐国礼
- 场记：柏建迅

## 外部連結
1. ↑  .   [2024-07-17]. （原始内容存档于2024-07-17）.

- 《神探狄仁杰前传》（豆瓣） （页面存档备份，存于）